# درب زيارت (نرغسان)
درب زیارت (بالفارسية: درب زیارت) هي قرية تقع في إيران في قسم نرغسان الریفي. يقدر عدد سكانها بـ 82 نسمة .